# Масленников, Владимир Анатольевич
Владимир Анатольевич Ма́сленников (род. 17 августа 1994, Лесной, Свердловская область) — российский спортсмен (пулевая стрельба), бронзовый призёр Олимпийских игр 2016 года в стрельбе из пневматической винтовки., победитель и призёр чемпионатов мира, заслуженный мастер спорта России. С завоеванием бронзовой медали в стрельбе Владимира Масленникова также поздравил премьер-министр России Дмитрий Медведев.

## Биография

### Личная жизнь
Женат на Дарье Масленниковой
Воспитывает дочь

## Награды
- Медаль ордена «За заслуги перед Отечеством» II степени (25 августа 2016 года) — за высокие спортивные достижения на Играх XXXI Олимпиады 2016 года в городе Рио-де-Жанейро (Бразилия), проявленные волю к победе и целеутремленность[5].